# Kecamatan Marisa
Kecamatan Marisa är ett distrikt i Indonesien.   Det ligger i provinsen Gorontalo, i den norra delen av landet, 1 800 km öster om huvudstaden Jakarta.